# Mistrovství světa ve fotbale žen
Mistrovství světa ve fotbale žen (oficiální anglický název FIFA Women's World Cup) je mezinárodním turnajem ve fotbale ženských reprezentací, pořádaným Mezinárodní fotbalovou asociací FIFA. Turnaj se koná každé čtyři roky, první ročník se odehrál v roce 1991 pod dřívějším názvem FIFA Women's World Championship.
Účast na Mistrovství si tým musí vybojovat v kvalifikaci – týmy soupeří o 23 míst ve finálovém turnaji, přičemž poslední místo je vyhrazeno pro pořádající zemi.
Hostitelskými zeměmi byly dosud Čína (2x), USA (2x), Kanada, Německo, Švédsko a Francie. MS v roce 2023 bude hostit Austrálie a Nový Zéland. Půjde tak o první fotbalové mistrovství světa žen v Austrálii a Oceánii, navíc pořádané dvěma státy.

## Trofej
Trofej pro MS ve fotbale žen byla navržena v roce 1998 pro třetí ročník MS a měla vzhled spirálovitého pásu, který na vrcholu obepíná fotbalový míč. V roce 2010 k nim byla přidána ještě kuželová základna. Pod základnou jsou vyryta jména vítězů turnaje. Trofej je 47 cm vysoká, váží 4,6 kg a je tvořena stříbrnými pláty a 23karátovým žlutým a bílým zlatem. Odhadovaná cena v roce 2015 byla 30 000 USD. Mužská trofej je vyrobena z 18karátového zlata a má hodnotu přibližně 150 000 USD, ale pro ženské turnaje se trofej vyrábí vždy nová, zatímco mužská je jen jedna a vítěz ji pro nový turnaj vrací.

## Formát

### Kvalifikace
V šesti kontinentálních zónách, do kterých se rozděluje FIFA (tj. Afrika, Asie, Severní a střední Amerika a Karibik, Jižní Amerika, Oceánie, Evropa), se pořádají kvalifikační turnaje. Ty jsou organizovány jednotlivými geografickými asociacemi: CAF, AFC, CONCACAF, CONMEBOL, OFC a UEFA. Před začátkem kvalifikací FIFA rozhoduje v závislosti na relativní síle týmů, jak rozdělí účastnická místa na finálovém turnaji. Od roku 2015 se navýšil počet účastníků finálového turnaje z 16 na 24.

### Hlavní turnaj
V hlavním turnaji proti sobě soupeří 12 až 24 týmů. Nejprve jsou všechny týmy rozděleny do skupin, kde spolu hrají systémem každý s každým, a poté přichází na řadu vyřazovací část („play-off“).
Od roku 2015, kdy se turnaje poprvé účastnilo 24 družstev, jsou týmy ve skupinové fázi rozděleny do 6 skupin po 4, z nichž postupují vždy první dva týmy každé skupiny + 4 nejlepší týmy ze třetích míst. Tím zůstane v turnaji 16 týmů, které jsou pak nasazeny do vyřazovací fáze a ta určí vítěze turnaje. Poražení semifinalisté hrají o 3. místo.

## Návštěvnost
| Rok  | Pořadatelé            | Zápasů | Návštěvnost | Návštěvnost | Návštěvnost | Poznámky    |
| Rok  | Pořadatelé            | Zápasů | Celkem      | Průměr      | Nejvyšší    | Poznámky    |
| ---- | --------------------- | ------ | ----------- | ----------- | ----------- | ----------- |
| 1991 | Čína                  | 26     | 510 000     | 18 344      | 65 000      | [ 5 ]       |
| 1995 | Švédsko               | 26     | 112 213     | 4 316       | 17 158      | [ 5 ]       |
| 1999 | USA                   | 32     | 1 214 209   | 37 944      | 90 185      | [ 5 ]       |
| 2003 | USA                   | 32     | 679 664     | 21 240      | 34 144      | [ 5 ]       |
| 2007 | Čína                  | 32     | 1 190 971   | 37 218      | 55 832      | [ 5 ]       |
| 2011 | Německo               | 32     | 845 751     | 26 430      | 73 680      | [ 5 ]       |
| 2015 | Kanada                | 52     | 1 353 506   | 26 029      | 54 027      | [ 5 ] [ 6 ] |
| 2019 | Francie               | 52     | 1 131 312   | 21 756      | 57 900      | [ 7 ]       |
| 2023 | Austrálie Nový Zéland | 64     | 1 978 274   | 30 911      | 75 784      |             |

## Turnaje
| 1991 Detail | Čína                    | USA       | 2:1                         | Norsko     | Švédsko  | 4:0                  | Německo   |
| 1995 Detail | Švédsko                 | Norsko    | 2:0                         | Německo    | USA      | 2:0                  | Čína      |
| 1999 Detail | USA                     | USA       | 0:0 (5:4) na penalty        | Čína       | Brazílie | 0:0 (5:4) na penalty | Norsko    |
| 2003 Detail | USA                     | Německo   | 2:1 zápas rozhodl zlatý gól | Švédsko    | USA      | 3:1                  | Kanada    |
| 2007 Detail | Čína                    | Německo   | 2:0                         | Brazílie   | USA      | 4:1                  | Norsko    |
| 2011 Detail | Německo                 | Japonsko  | 2:2 (3:1) na penalty        | USA        | Švédsko  | 3:1                  | Francie   |
| 2015 Detail | Kanada                  | USA       | 5:2                         | Japonsko   | Anglie   | 1:0 PP               | Německo   |
| 2019 Detail | Francie                 | USA       | 2:0                         | Nizozemsko | Švédsko  | 2:1                  | Anglie    |
| 2023 Detail | Austrálie a Nový Zéland | Španělsko | 1:0                         | Anglie     | Švédsko  | 1:0                  | Austrálie |
| 2027 Detail | Brazílie                |           |                             |            |          |                      |           |

## Přehled vítězů
| Tým        | 1. místo                    | 2. místo  | 3. místo                    | 4. místo        |
| ---------- | --------------------------- | --------- | --------------------------- | --------------- |
| USA        | 4× (1991, 1999, 2015, 2019) | 1× (2011) | 3x (1995, 2003, 2007)       | Ne              |
| Německo    | 2× (2003, 2007)             | 1× (1995) | Ne                          | 2× (1991, 2015) |
| Norsko     | 1× (1995)                   | 1× (1991) | Ne                          | 2× (1999, 2007) |
| Japonsko   | 1× (2011)                   | 1× (2015) | Ne                          | Ne              |
| Španělsko  | 1× (2023)                   | Ne        | Ne                          | Ne              |
| Švédsko    | Ne                          | 1× (2003) | 4× (1991, 2011, 2019, 2023) | Ne              |
| Anglie     | Ne                          | 1× (2023) | 1× (2015)                   | 1× (2019)       |
| Brazílie   | Ne                          | 1× (2007) | 1× (1999)                   | Ne              |
| Čína       | Ne                          | 1× (1999) | Ne                          | 1× (1995)       |
| Nizozemsko | Ne                          | 1× (2019) | Ne                          | Ne              |
| Kanada     | Ne                          | Ne        | Ne                          | 1× (2003)       |
| Francie    | Ne                          | Ne        | Ne                          | 1× (2011)       |
| Austrálie  | Ne                          | Ne        | Ne                          | 1× (2023)       |